# Інтимак (Жанааркинський район)
Інтима́к (каз. Ынтымақ) — село у складі Жанааркинського району Улитауської області Казахстану. Адміністративний центр Сейфуллінського сільського округу.
Населення — 589 осіб (2021; 863 у 2009, 811 у 1999, 1055 у 1989).
Національний склад станом на 1989 рік:
- казахи — 100 %.

Станом на 1989 рік село називалось Интимак, мало також назву — Інтумак.